# Mossgyl (Öljehults socken, Blekinge, 625331-145039)
Mossgyl är en sjö i Ronneby kommun i Blekinge och ingår i Bräkneåns huvudavrinningsområde.